# Paul Eilert
Paul Eilert (* 2008 in Aachen) ist ein deutscher Schauspieler.

## Leben
Paul Eilert ist der jüngere Bruder des Schauspielers Lutz Simon Eilert. Er besucht das Rhein-Maas-Gymnasium Aachen.
Sein Filmdebüt machte Paul Eilert im Fernsehfilm Die Mütter-Mafia. Von 2015 bis 2020 verkörperte er die Rolle des Joschua Teichert in der Vorabend-Fernsehserie Rentnercops. In den Fernsehserien SOKO Köln und Sankt Maik war er jeweils in einer Episode zu sehen. 2020 hatte er eine Nebenrolle im Tatort Niemals ohne mich.

## Filmografie
- 2014: Die Mütter-Mafia (Fernsehfilm)
- 2015–2020: Rentnercops (Fernsehserie, 26 Episoden)
- 2017: SOKO Köln (Fernsehserie, Episode 14x06)
- 2019: Sankt Maik (Fernsehserie, Episode 2x06)
- 2019: Der kleine Achill (Kurzfilm)
- 2020: Tatort: Niemals ohne mich
- 2020–2023: Unter uns (Fernsehserie)